# Copa Héctor Gómez
Copa Héctor Gómez là một giải đấu giao hữu bóng đá giữa 2 đội bóng Argentina và Uruguay. Giải đấu lần đầu được tổ chức vào năm 1935 ở Montevideo, Uruguay và lần cuối diễn ra vào năm 1943 cũng ở Montevideo, Uruguay. Cả hai đội bóng Argentina và Uruguay đều có 2 chức vô địch. Nó đã diễn ra 5 lần (1935, 1936, 1938, 1940 và 1943).

## Các nhà vô địch

### Chung kết
Dưới đây là các nhà vô địch của giải Copa Héctor Gómez.
| Năm  | Vô địch   | Á quân    | Tỉ số | Địa điểm            | Chú thích |
| ---- | --------- | --------- | ----- | ------------------- | --------- |
| 1935 | Argentina | Uruguay   | 1-1   | Montevideo, Uruguay | [ a ]     |
| 1936 | Uruguay   | Argentina | 2-1   | Montevideo, Uruguay |           |
| 1938 | Argentina | Uruguay   | 3-2   | Montevideo, Uruguay |           |
| 1940 | Uruguay   | Argentina | 3-0   | Montevideo, Uruguay |           |
| 1943 | Argentina | Uruguay   | 1-0   | Montevideo, Uruguay |           |

### Danh hiệu theo quốc gia
| Đội       | Số danh hiệu | Năm vô địch      |
| --------- | ------------ | ---------------- |
| Argentina | 3            | 1935, 1938, 1943 |
| Uruguay   | 2            | 1936, 1940       |